# Là où chantent les écrevisses
Pour plus de détails, voir Fiche technique et Distribution.
Là où chantent les écrevisses est un thriller dramatique américain réalisé par Olivia Newman et sorti en 2022.
Le film est adapté du roman du même titre, publié en 2018 par Delia Owens.

## Synopsis
Dans les marécages de Caroline du Nord, Kya Clark (Daisy Edgar-Jones) grandit dans une famille fracturée qui voit les départs successifs de ses membres : sa mère (Ahna O'Reilly), ses sœurs et enfin son frère, fuyant le père violent (Garret Dillahunt) qui lui-même finira par partir, abandonnant la petite dernière. Isolée, l'adolescente, connue par les habitants de la ville comme la « fille des marais », vit seule du commerce de moules à un couple de commerçant locaux, Jumpin (Sterling Macer Jr) et Mabel (Michael Hyatt). Dans les années 1960, alors jeune adulte, elle rencontre un jeune homme nommé Tate Walker (Taylor John Smith) dont elle tombe amoureuse. À son tour, ce dernier l’abandonne en ne tenant pas sa parole donnée de revenir la voir dans les marécages pour le Jour de l'Indépendance. Kya rencontre alors Chase Andrews (Harris Dickinson) et vit une relation amoureuse avec celui-ci. Alors que Tate revient voir Kya, Chase devient violent envers la jeune femme avant d'être retrouvé mort au pied d'une tour de guet. Les premiers éléments de l'enquête mènent la police sur la trace de la « fille des marais ». Lors de son procès, celle-ci est défendue par l'avocat Tom Milton (David Strathairn) face à un jury composé d'habitants du coin, pleins de préjugés.

## Fiche technique
- Titre original : Where the Crawdads Sing
- Réalisation : Olivia Newman
- Scénario : Lucy Alibar, d'après l'œuvre de Delia Owens
- Musique : Mychael Danna
- Décors : Sue Chan
- Costumes : Mirren Gordon-Crozier
- Photographie : Polly Morgan
- Montage : Alan Edward Bell (en)
- Production : Reese Witherspoon, Lauren Levy Neustadter, Erin Siminoff, Aislinn Dunster et Elizabeth Gabler
- Production exécutive : Brian Yaconelli
- Production déléguée : Betsy Danbury
- Sociétés de production : Hello Sunshine, Sony Pictures Entertainment et 3000 Pictures
- Société de distribution : Sony Pictures Entertainment
- Pays de production :  États-Unis
- Langues originales : anglais
- Format : couleur — 2,35:1
- Genre : thriller, drame
- Durée : 125 minutes
- Dates de sortie :
  - Canada et États-Unis : 15 juillet 2022
  - Suisse : 5 août 2022
  - France : 17 août 2022

## Distribution
- Daisy Edgar-Jones (VF : Joséphine Ropion ; VQ : Geneviève Bédard) : Kya Clark
- Taylor John Smith (VF : Arthur Raynal ; VQ : Victor Naudet) : Tate Walker
- Harris Dickinson (VF : Aurélien Raynal ; VQ : Xavier Dolan) : Chase Andrews
- Sterling Macer Jr (VF : Namakan Koné ; VQ : Fayolle Jean Jr.) : Jumpin
- Michael Hyatt (VF : Astrid Bayiha ; VQ : Valérie Gagné) : Mabel
- David Strathairn (VF : Hervé Bellon ; VQ : Guy Nadon) : Tom Milton
- Garret Dillahunt (VF : Didier Brice ; VQ : Tristan Harvey) : Pa
- Jayson Warner Smith : Député Joe Purdure
- Ahna O'Reilly (VF : Aude Saintier) : Ma
- Joe Chrest (VF : François Hatt) : Dr Cone

## Production
Le tournage du film démarre en avril 2021 et se termine en juillet 2021. Il a lieu notamment en Louisiane. Le film est produit par la société de l'actrice américaine Reese Witherspoon, Hello Sunshine, qui entend valoriser les femmes et qui ont des rôles clefs dans la production et la distribution.

## Accueil

### Critiques
Les sites Rotten Tomatoes et Metacritic donnent, respectivement, les notes de 34 % et de 43/100,. En France, le site Allociné donne une moyenne de 2,6/5, après avoir recensé 19 titres de presse.

### Box-office
Le jour de sa sortie française, le film se place en quatrième position du box-office des nouveautés avec 23 142 entrées (dont 5 987 en avant-première), pour 353 copies. Le film est précédé au classement par Esther 2 : les origines (28 745) et suivit par Vesper Chronicles (13 352).
| Pays ou région    | Box-office      | Date d'arrêt du box-office | Nombre de semaines |
| ----------------- | --------------- | -------------------------- | ------------------ |
| États-Unis Canada | 90 230 760 $    | 20 octobre 2022            | 14                 |
| France            | 246 133 entrées | 20 septembre 2022          | 5                  |
| Total mondial     | 140 230 760 $   | -                          | -                  |

## Distinctions

### Nominations
- Golden Globes 2023 : Meilleure chanson originale pour Carolina (Taylor Swift)